# Cosroes II de Armenia
Cosroes II de Armenia (en armenio Խոսրով Բ) fue un rey arsácida de Armenia occidental que reinó de 279/280 a 287.

## Biografía
Cosroes II es el hijo mayor del rey Tirídates II de Armenia. Después de la conquista de Armenia por Sapor I el sasánida se refugia con los romanos.
En 279/280, Narsés, rey vasallo de Armenia por cuenta de su hermano el « gran Rey » sasánida Bahram II, tiene que ceder la Armenia occidental al emperador romano Probo, que da el trono a Cosroes II, hijo del último rey arsácida.
En 287, Cosroes II es asesinado y reemplazado por su propio hermano Tirídates III. Su hijo, el futuro Tirídates IV, se fuga a Cesarea de Capadocia y comienza entonces una carrera en el ejército romano.